# Chołma (sielsowiet Kniahinin)
Chołma (biał. Холма, ros. Холма) – dawny folwark. Tereny, na których był położony leżą obecnie na Białorusi, w obwodzie mińskim, w rejonie miadzielskim, w sielsowiecie Kniahinin.

## Historia
W czasach zaborów dobra w gminie Kniahinin, w powiecie wilejskim, w guberni wileńskiej Imperium Rosyjskiego. W 1865 roku należały do Kamieńskich.
W latach 1921–1945 folwark leżał w Polsce, w województwie wileńskim, w powiecie wilejskim, w gminie Krzywicze.
Według Powszechnego Spisu Ludności z 1921 roku zamieszkiwało tu 33 osoby, 7 było wyznania rzymskokatolickiego a 26 prawosławnego. Jednocześnie wszyscy mieszkańcy zadeklarowali polską przynależność narodową. Było tu 6 budynków mieszkalnych. W 1931 w 2 domach zamieszkiwało 18 osób.
Wierni należeli do parafii rzymskokatolickiej w Krzywiczach i prawosławnej w Kniahininie. Miejscowość podlegała pod Sąd Grodzki w Krzywiczach i Okręgowy w Wilnie; właściwy urząd pocztowy mieścił się w Kniahininie.
W wyniku napaści ZSRR na Polskę we wrześniu 1939 miejscowość znalazła się pod okupacją sowiecką. 2 listopada została włączona do Białoruskiej SRR. Od czerwca 1941 roku pod okupacją niemiecką. W 1944 miejscowość została ponownie zajęta przez wojska sowieckie i włączona do Białoruskiej SRR.